# Тур де Франс 2024
Тур де Франс 2024 — 111-а велогонка шосейного гранд-туру Тур де Франс дорогами Франції, Італії, Монако і Сан-Марино. Перегони проходили з 29 червня по 21 липня 2024 року в рамках Світового туру UCI 2022. Перемогу втретє здобув словенський велогонщик Тадей Погачар.

## Учасники
Автоматично запрошення на перегони отримали всі 18 команд категорії UCI WorldTeam та дві найкращі UCI ProTeam команди минулого сезону Lotto Dstny і Israel-Premier Tech. Також організатори запросили ще 2 команди категорії UCI ProTeam TotalEnergies і Uno-X Mobility. Таким чином всього в гонці взяло участь 22 команди.

### UCI WorldTeams
- Decathlon-AG2R La Mondiale
- Alpecin-Deceuninck
- Arkéa-B&B Hotels
- Astana Pro Team
- Bahrain Victorious
- Red Bull-Bora-Hansgrohe
- Cofidis
- EF Education-EasyPost
- Groupama-FDJ
- Ineos Grenadiers
- Intermarché-Wanty
- Lease a Bike
- Lidl-Trek
- Movistar Team
- Soudal Quick-Step
- Team dsm-firmenich PostNL
- Team Jayco AlUlaUAE
- Team Emirates

### UCI ProTeams
- Israel-Premier Tech
- Lotto Dstny
- TotalEnergies
- Uno-X Mobility

У серпні 2023 року батько Ремко Евенепула, що посів третє місце у перегонах, заявив про бажання Ремко брати участь і боротися за перемогу в Тур де Франс у 2024 році.

## Маршрут
Старт, що вперше відбувся в Італії, був приурочений до 100-річчя перемоги першого італійського переможця перегонів — Оттавіо Боттеккья. В Італії пройшли перші три етапи. Маршрут також пройшов через мікродержаву Сан-Марино, що робить її 15-ю країною, яку відвідав Тур де Франс.
У зв'язку з підготовкою до Олімпійських та Паралімпійських ігор 2024 року в Парижі, тур завершився в Ніцці індивідуальними перегонами на час. Востаннє перегони на час були завершальним етапом Туру 1989 року.